# جريمة على نهر النيل (فلم 1978)
جريمة على نهر النيل (بالإنجليزية: Death on the Nile) هو فيلم غموض أنتج في المملكة المتحدة وصدر في سنة 1978. استند على رواية غموض تحمل الاسم نفسه للكاتبة أجاثا كريستي، أخرجه جون جويلرمن. يظهر الفيلم المحقق البلجيكي هيركيول بوارو، والذي لعب دوره بيتر أوستينوف.

## بطولة
- مايا فارو
- بيت ديفيس
- ماجي سميث
- ديفيد نيفن

## الميزانية والإيرادات
حقق أرباحا تقدر بـ 14,560,084 () دولار.

## وصلات خارجية
- مقالات تستعمل روابط فنية بلا صلة مع ويكي بيانات